# Kulinia
Kulinia là một chi thực vật có hoa trong họ Restionaceae.